# Cryptobiosella
Cryptobiosella is een geslacht van schietmotten van de familie Philopotamidae.

## Soorten
- C. furcata IM Henderson, 1983
- C. hastata IM Henderson, 1983
- C. spinosa IM Henderson, 1983
- C. tridens IM Henderson, 1983